# Ried (Vorarlberg)

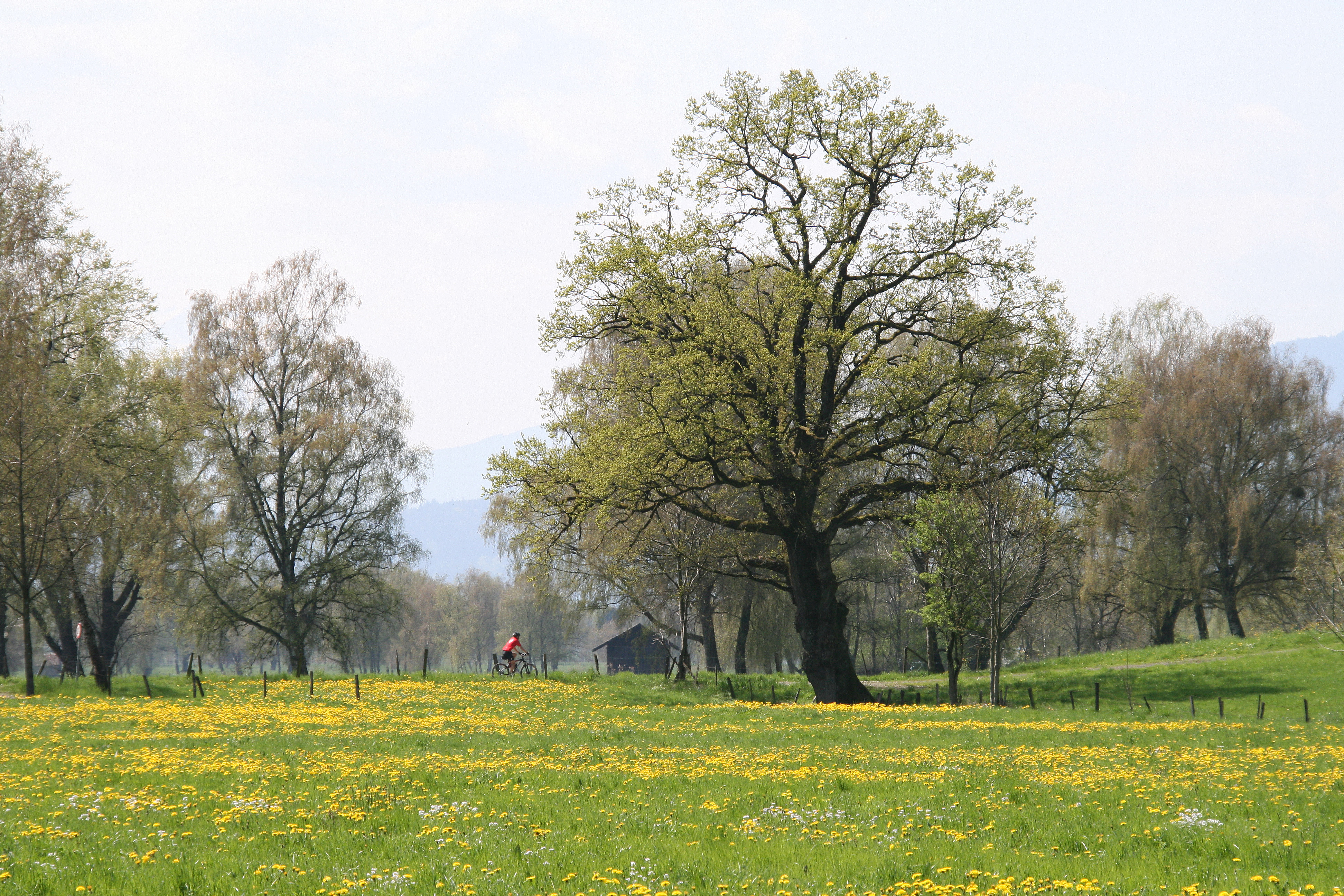
Das Ried bei Lauterach

Das Ried (auch: Riet) ist eine Landschaft, die sich größtenteils im österreichischen Bundesland Vorarlberg und teilweise im Schweizer Kanton St. Gallen sowie im Fürstentum Liechtenstein befindet.
Es handelt sich dabei um Feuchtgebiete, auf meist schwammigen Böden mit meterdicken Torfschichten, deren eigentümliche Vegetationen charakteristische Biotope ausbilden. Der ständige Wasserüberschuss aus Niederschlägen oder durch austretendes Bodenwasser und den meist hohen Grundwasserstand hält den Boden sauerstoffarm und verhindert den vollständigen Abbau der pflanzlichen Reste. Dadurch entstanden und entstehen die als Torf abgelagerten Schichten. Das Ried wächst durch Torfanhäufung daher andauernd in die Höhe. Die landwirtschaftliche Nutzung in Vorarlberg ist oft auf einmaliges Mähen und die Gewinnung von Einstreu begrenzt. Die Trockenlegung von Riedflächen ist meist verboten.
Im Ried befinden sich neben landwirtschaftlich genutzten Flächen auch einige Schutzgebiete für seltene Vogelarten wie z. B. den Wachtelkönig. Teile des Gebietes sind Schutzgebiete europäischen Ranges gemäß Natura 2000.

## Lage
Am Ried im unteren Rheintal haben folgende Gemeinden Anteil: Lauterach, Hard, Fußach, Höchst, Gaißau, Lustenau, und auf der Schweizer Seite Au SG und Berneck SG. Aufgrund dieser Lage wird das Ried von vielen als die grüne Lunge des Vorarlberger Rheintals gesehen.
Im oberen Rheintal bzw. im Walgau gibt es größere und teilweise geschützte Riedflächen z. B. in den Gemeinden Feldkirch, Frastanz, Ruggell, Rüthi und anderen, die ebenso wie im unteren Rheintal unabhängig von der Staatsgrenze ein mehr oder weniger einheitliches Biotop bilden.

### Verkehrsplanung
Die Schutzwürdigkeit des Gebietes im unteren Rheintal wurde im Zuge der Diskussion um die Errichtung der Bodensee Schnellstraße (S18) bekannt, die durch dieses Gebiet führen soll. Die Trassenverordnung der S18 wurde allerdings durch den österreichischen Verfassungsgerichtshof aufgehoben, da die Umweltschutzauflagen des Bundesstraßengesetzes während des Trassenfestlegungsverfahrens formal nicht eingehalten wurden. Der Europäische Gerichtshof erklärte zwar die vormals ausgewiesenen Natura-2000-Gebiete als zu klein, ließ aber die S18-Trassenverordnung aufrecht, da das Trassenfestlegungsverfahren 1994 vor dem EU-Beitritt Österreichs eingeleitet wurde und EU-Recht somit nicht auf das Straßenprojekt anwendbar war.